# Мікела Пач
Мікела Пач (нар. 25 січня 2001) — мальтійська співачка, переможниця X Factor Мальти у 2019 році. Представляла Мальту на конкурсі Євробачення 2019.

## Євробачення
Мікела Пач брала участь у національному відборі Мальти ще у 2017 році з піснею «Cruise Control», проте не дійшла до фіналу.
У 2019 році Пач стала переможницею мальтійської версії Х-фактору. В якості призу співачка отримала можливість представляти Мальту на Євробаченні-2019 з піснею «Chameleon», написаною Йоакімом Перссоном, Паулою Вінгер, Бориславом Мілановим та Йоханом Алкенесом, а також отримала контракт з Sony Music Italy.
Після жеребкування стало відомо, що Мальта виступить у другій половині другого півфіналу конкурсу Євробачення 2019, який відбувся 16 травня 2019 року. У півфіналі Мальта виступила 11-ю, посівши 8-ме місце зі 157 балами (107 від журі та 50 від глядачів), та пройшла до гранд-фіналу.
У фіналі Євробачення, що відбувся 18 травня 2019 року, Мікела Пач виступила першою, тобто відкрила заключну частину конкурсу. У фіналі Мальта отримала 87 балів від журі та 20 балів від глядачів (загалом 107), що принесли країні 14-те місце.

## Дискографія

### Сингли
| Назва          | Рік  | За участі          |
| -------------- | ---- | ------------------ |
| «Chameleon»    | 2019 | —                  |
| «Cannonball»   | 2019 | Іра Лоско          |
| «Say It First» | 2020 | B-OK               |
| «One More»     | 2021 | The New Victorians |

## Нагороди
| Рік  | Премія             | Категорія                     | Пісня                         | Нагорода  |
| ---- | ------------------ | ----------------------------- | ----------------------------- | --------- |
| 2019 | Lovin Music Awards | Найкраща співачка майбутнього | «Chameleon»                   | Перемога  |
| 2019 | Lovin Music Awards | Найкраще музичне відео        | «Chameleon»                   | Перемога  |
| 2020 | Malta Music Awards | Прорив року                   | «Chameleon»                   | Перемога  |
| 2020 | Malta Music Awards | Найкраще відео                | «Chameleon»                   | Перемога  |
| 2020 | Malta Music Awards | Найкраща пісня                | «Chameleon» & «Cannonball»    | Номінація |
| 2020 | Bay Music Awards   | Найкраще музичне відео        | «Cannonball»                  | Перемога  |
| 2020 | Bay Music Awards   | Найкраща співачка             | «Cannonball» & «Say it first» | Номінація |
| 2020 | Bay Music Awards   | Найкраща пісня                | «Cannonball» & «Say it first» | Номінація |